# Amazonides putrefacta
Amazonides putrefacta är en fjärilsart som beskrevs av Achille Guenée 1852. Amazonides putrefacta ingår i släktet Amazonides och familjen nattflyn. Inga underarter finns listade i Catalogue of Life.